# 卡米勒·易卜拉欣莫夫
卡米勒·安瓦罗维奇·易卜拉欣莫夫（俄語：Камиль Анварович Ибрагимов，1993年8月13日—），俄罗斯男子击剑运动员，2016年世界锦标赛男子佩剑团体金牌得主、2017年世界锦标赛男子佩剑个人铜牌得主、2018年世界锦标赛男子佩剑个人铜牌得主。